# سوآرم
الگو:Foursquare company
سوآرم (به انگلیسی: Swarm) یک شبکه اجتماعی در واقع منبع تغذیه برنامه کاربردی فوراسکوئر (Foursquare) محسوب می‌شود.

## وضعیت در ایران
سوآرم در ایران و همچنین ترکیه بسیار پرطرفدار بوده و روز بروز بر تعداد کاربران آن افزوده می‌شود.

### فیلترشدن در ایران
سوآرم در روز ۷ آبان ۱۳۹۶ برای کاربران ایرانی از دسترس خارج شده‌است.

### رفع فیلتر سوارم
پس از گذشت حدوداً یک ماه از زمان فیلتر شدن نرم‌افزار سوارم با بررسی‌های انجام شده به این نتیجه رسیدیم این نرم‌افزار در ایران رفع فیلتر شده و حال در دسترس عموم قرار دارد.